# Haselhuhn
Das Haselhuhn (Tetrastes bonasia, Syn.: Bonasa bonasia) gehört wie das Auerhuhn (Tetrao urogallus) und das Birkhuhn (Lyrurus tetrix) zu den Raufußhühnern (Tetraoninae), einer Gruppe von Gattungen in der Familie der Fasanenartigen (Phasianidae). Es ist ein kleiner scheuer Waldvogel, der sich in strukturreichen Laub- und Mischwäldern heimisch fühlt. Das Verbreitungsgebiet erstreckt sich über den nördlichen Teil Eurasiens bis zur japanischen Insel Hokkaidō. Es werden in diesem großen Verbreitungsgebiet mehrere Unterarten unterschieden. Auch in Mitteleuropa kommen mehrere Unterarten vor.
Der Verbreitungsschwerpunkt des Haselhuhns liegt in Russland. In Mitteleuropa ist das Haselhuhn vergleichsweise selten und kommt in großen Teilen seines früheren Verbreitungsgebietes nicht mehr vor. Da das Haselhuhn ein ausgeprägter Standvogel ist, bleibt eine natürliche Wiederbesiedlung von Regionen aus, selbst wenn diese mittlerweile wieder geeignete Lebensräume bieten. Es gibt daher einige aufwändige Wiederansiedlungsprogramme, um Haselhühner in Teilen Mitteleuropas wieder heimisch zu machen.

## Aussehen
Mit 35–36 cm Länge ist das Haselhuhn etwa so groß wie ein Rebhuhn (Perdix perdix). Die Gefiederzeichnung ist grau bis rotbraun auf der Oberseite und weißlich-schwarz gemustert auf der Unterseite. Die schwarz-weiße Musterung nimmt zur Kehle hin zu und geht dort in einen rotbraunen Farbton über. Der Schwanz ist relativ lang und schwach gerundet. Er trägt am Ende eine breitere, schwarze Querbinde, welche am Außenrand weiß gesäumt ist.
Bei Erregung können beide Geschlechter die Kopffedern zu einer charakteristischen „Holle“ aufstellen. Im Gegensatz zur Henne hat der Hahn im Brutkleid einen schwarzen Kehlfleck.
Frisch geschlüpfte Küken sind auf der Körperunterseite blassgelblich bedunt. An der Vorderbrust sind sie blass rostbraun und auf der Körperoberseite warm rostbraun. Der Scheitel, der Nacken und der Rücken sind braun. Die Kopfseiten sind gelblich mit dunkelbraunen, feinen Streifen.

## Fortbewegung
Wie bei allen Hühnervögeln ist der Flug schnell und geräuschvoll. Nach dem Auffliegen fliegt das Haselhuhn zunächst eine Strecke geradeaus und ist dann, wenn eine ausreichend hohe Geschwindigkeit erreicht ist, in der Lage, im Gleitflug jäh zu wenden. Ein aufgeschrecktes Haselhuhn fliegt in der Regel nicht weiter als etwa 100 Meter.
Deckung suchen flüchtende Haselhühner gewöhnlich in Nadelbäumen in einer Höhe zwischen fünf bis sieben Meter. Sie halten sich dann gewöhnlich in Stammnähe auf und verharren, von leichten Kopfdrehungen abgesehen, weitgehend unbeweglich, bis sie sich nicht mehr beunruhigt fühlen. Am Boden rennende Haselhühner strecken den Hals nach vorne und machen einen kleinen Buckel.

## Verbreitung

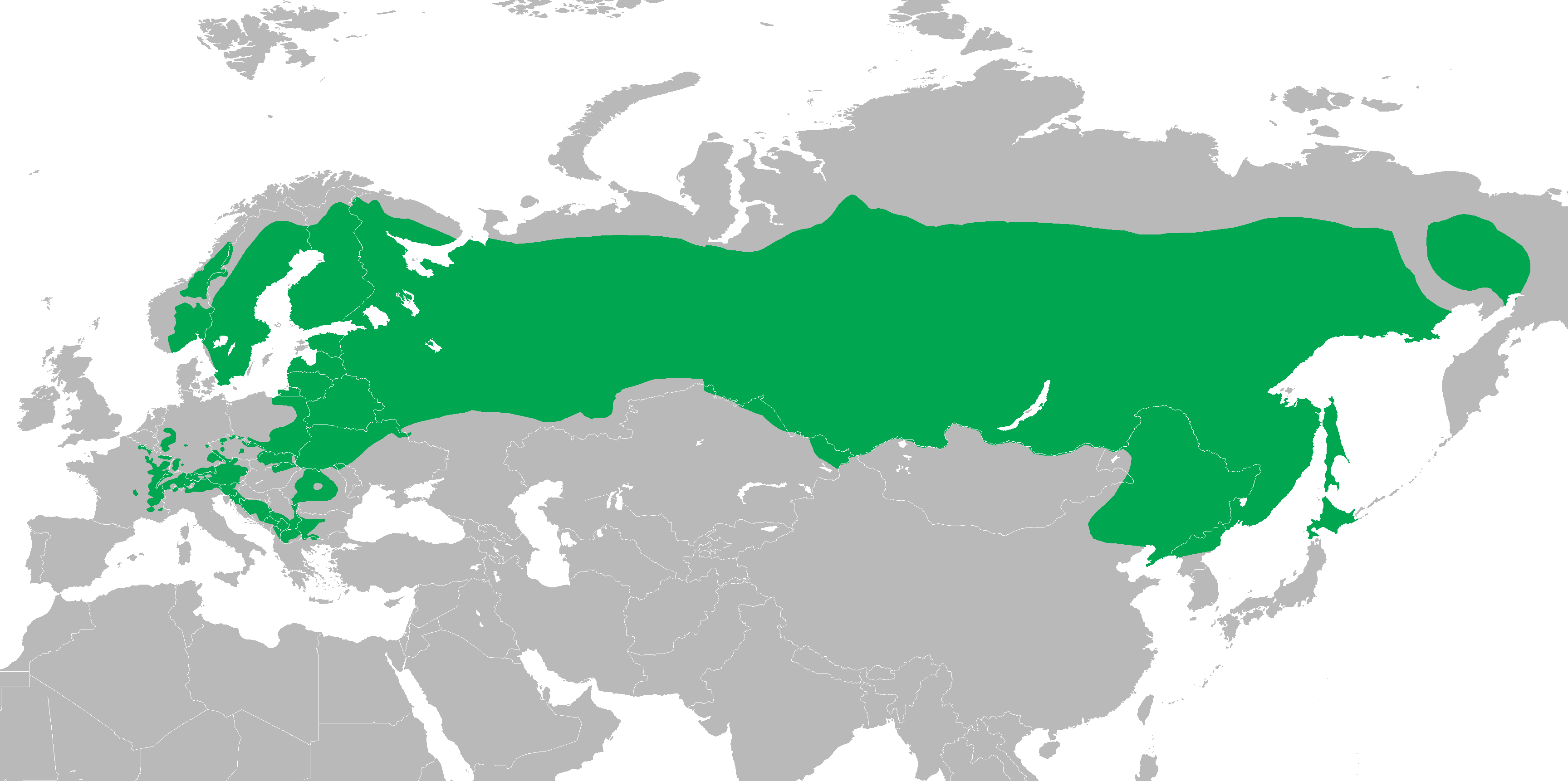
Verbreitungsgebiet

Das Haselhuhn bewohnt die Waldgebiete der europäischen und asiatischen Taiga, dringt aber auch bis in die Laubwaldgürtel Eurasiens vor. Die Nordgrenze des Verbreitungsgebietes ist durch die nördliche Grenze geschlossener Nadelwälder bestimmt. Es ist bis zur Südgrenze der Waldzone verbreitet und kommt örtlich auch in der Waldsteppe vor.
In Mitteleuropa gibt es nur noch wenige große Vorkommen. Der Verbreitungsschwerpunkt des Haselhuhns liegt hier in den Alpen. Die zweitgrößte mitteleuropäische Population mit 2000 bis 4000 Paaren lebt im Bereich der Nationalparks Bayerischer Wald und Böhmerwald sowie angrenzender Forstgebiete. Aber auch in den Ardennen, im Ösling, in Lothringen, den Vogesen, dem Französischen Jura, den Beskiden, der Tatra und den Waldkarpaten ist das Haselhuhn ein regelmäßiger Brutvogel.
Andere natürliche Vorkommen in Mitteleuropa sind sehr klein. In Regionen, wo das Haselhuhn noch vor einigen Jahrzehnten heimisch war, laufen seit den letzten 20 Jahren aufwändige Wiederansiedelungsprojekte.

## Lebensraum

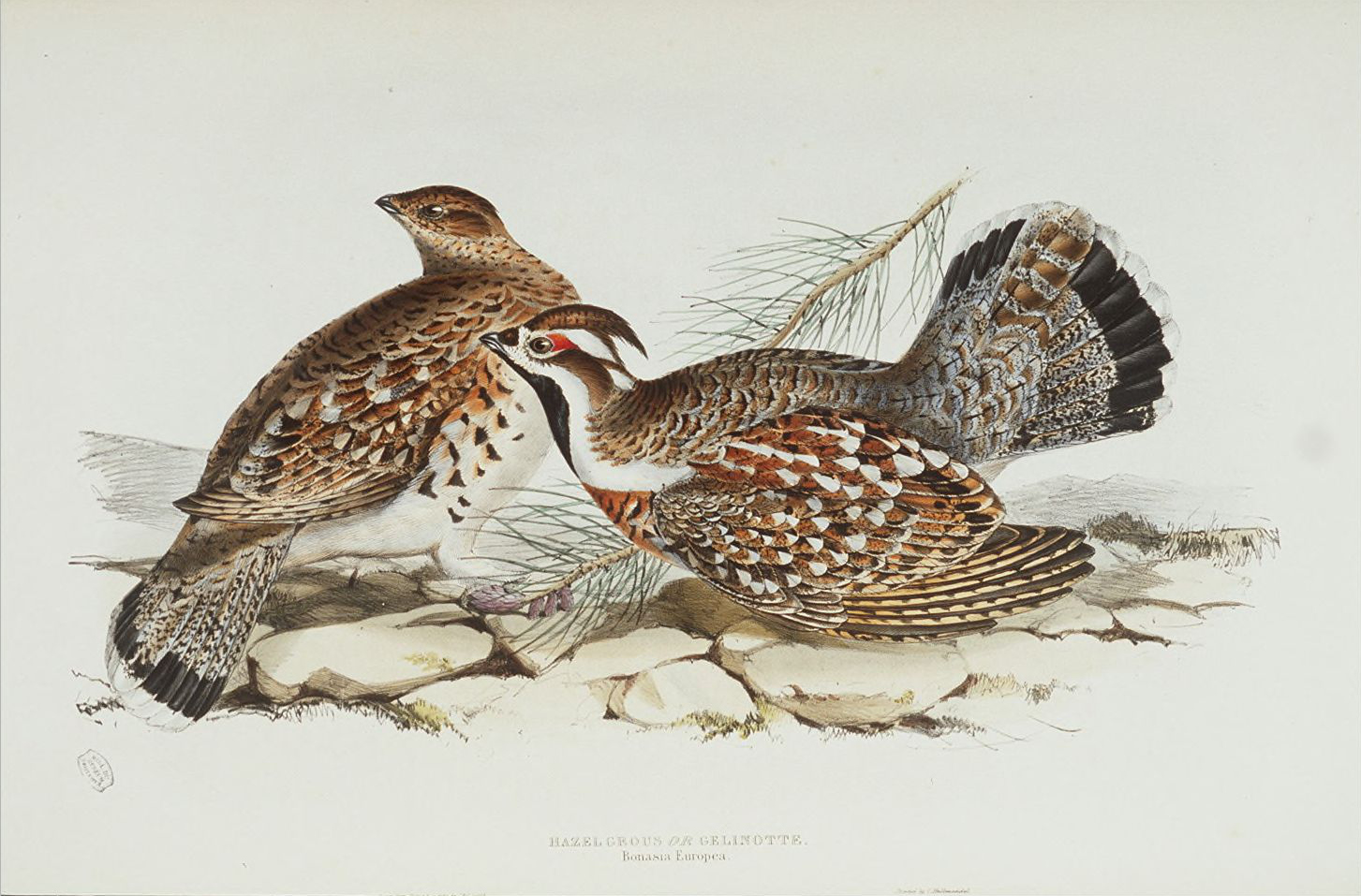
Darstellung eines Haselhuhn-Paares

Das Haselhuhn benötigt unterholzreiche Wälder mit einer vielseitigen Artenzusammensetzung und mit einer reichen horizontalen und vertikalen Gliederung. Gute Haselhuhnbiotope weisen Laubbäume, eine nicht zu dichte Kraut-, Hochstauden- und Zwergstrauchschicht, die Beeren als Nahrung anbieten, sowie Dickichte auf. Ungeeignete Habitate sind durchforstete oder dicht geschlossene Altersklassenbestände.
Auf Grund des großen Verbreitungsgebietes und ihrer jeweils unterschiedlichen klimatischen Bedingungen besiedelt das Haselhuhn unterschiedliche Waldformen. So ist es im Süden des Urals in reinen Eichenwäldern mit einem reichen Unterwuchs anzutreffen. In den sibirischen Gebirgen besiedelt es dagegen dichte Kiefern-Fichtenwälder. Im gesamten Verbreitungsgebiet ist das Haselhuhn am ehesten in bewaldeten Gebirgsflusstälern anzutreffen, in denen Fichten, Birken und Erlen dominieren. Nur im Süden des Verbreitungsgebietes kommt das Haselhuhn auch in reinen Kiefernwäldern vor, sofern diese einen dichten Unterwuchs an Farnen aufweisen. Im Süden Koreas und auf Hokkaidō kommt es auch in Bambusgrasland vor.
Das Haselhuhn ist ein ausgesprochener Standvogel, bei dem es nur kleinräumige Ortsveränderung in Abhängigkeit von Deckungsmöglichkeiten und der Verfügbarkeit von Nahrung gibt. In einer Studie lagen 90 % der Wiederfunde beringter Vögel weniger als 500 Meter vom ursprünglichen Beringungsort entfernt. Die Jugenddispersion beträgt maximal sieben Kilometer. Die Besiedelung von Regionen, die dieser Art wieder geeignete Lebensmöglichkeiten anbieten, finden deswegen gar nicht oder nur sehr langsam statt. Es gibt daher eine Reihe von Ansiedlungsversuchen, darunter im Harz und im Frankenwald in Thüringen.
In Regionen wie der südlichen Taiga, in der Haselhühner Lebensräume finden, die ihren Anforderungen in besonderem Maße entsprechen, kann die Bestandsdichte bis zu 20 Paare pro Quadratkilometer betragen. Typischer ist jedoch eine Bestandsdichte von zehn bis 15 Paaren pro Quadratkilometer. In weniger geeigneten Lebensräumen leben pro Quadratkilometer zwischen 0,5 und 1,5 Brutpaare.

## Nahrung

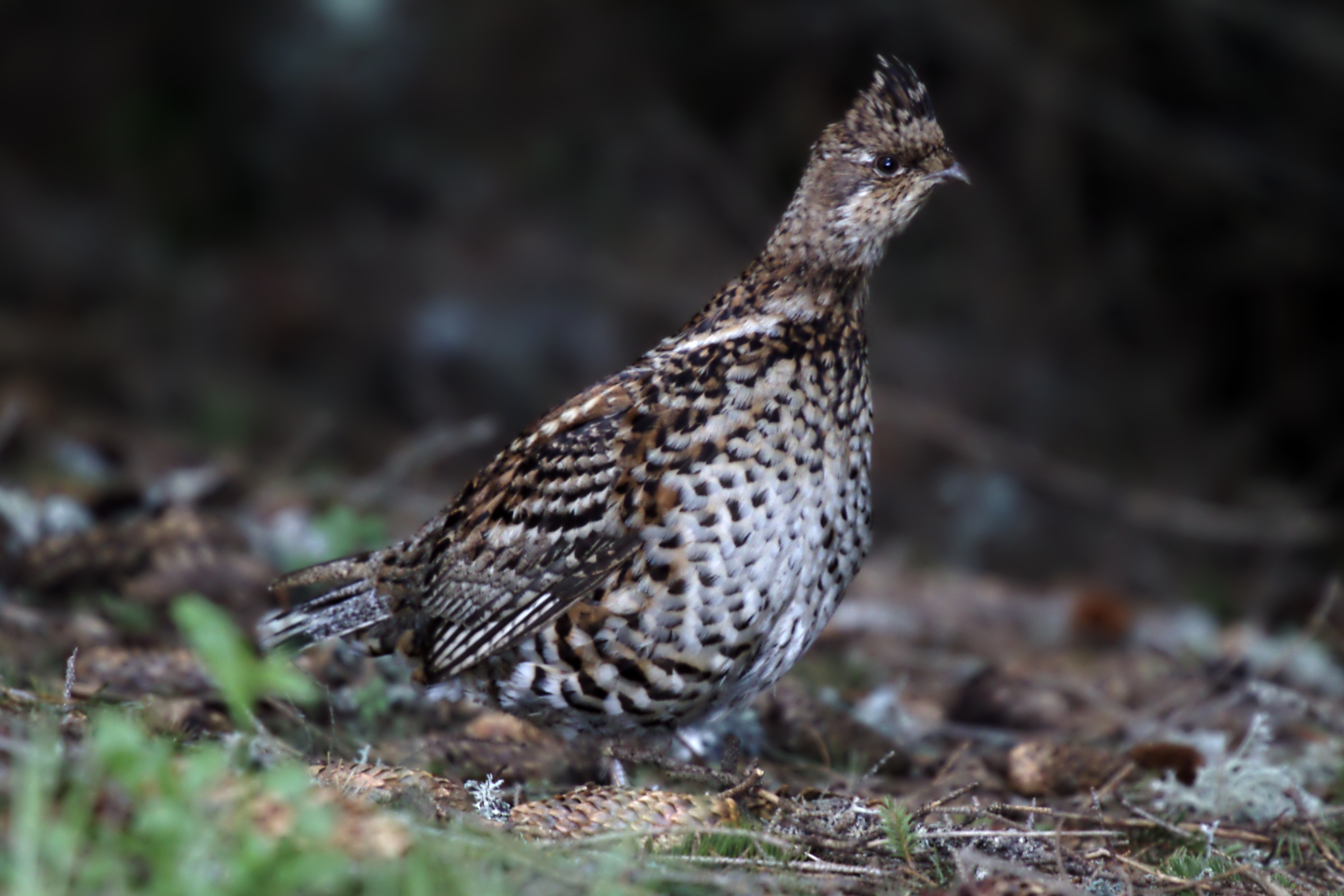
Weibliches Haselhuhn

Die Nahrung des Haselhuhns ist überwiegend pflanzlich, wobei die Hauptbestandteile im Jahresverlauf wechseln. Im Frühjahr und Sommer frisst es überwiegend grüne Teile, Blüten und Samen von Stauden und Sträuchern und nutzt dabei eine große Anzahl von Nahrungspflanzen. Im Spätsommer und Herbst nimmt es überwiegend Beeren zu sich. Dagegen frisst es im Spätherbst und Winter sowie im zeitigen Frühjahr die Kätzchen, Knospen und Endtriebe von Laubbäumen und Sträuchern. Im größten Teil des Verbreitungsgebiets sind die wichtigsten Nahrungspflanzen im Winter Birken und Erlen.
Tierische Nahrung spielt in der Ernährung der Küken eine wichtige Rolle. Sie fressen zunächst überwiegend Spinnen, Käferlarven, Heuschrecken, Raupen und Ameisen. Ab etwa der dritten Lebenswoche beginnen sie auch kleinere Blätter sowie Samen zu fressen. Erst im Frühherbst besteht kein Unterschied mehr zur Ernährung der erwachsenen Vögel.

## Fortpflanzung
Das Haselhuhn ist monogam und während der Fortpflanzungszeit territorial. Im Herbst findet die Balz statt, bei der sich Paare bilden, die auch den Winter über zusammen bleiben können. Es kommt aber erst während der Frühjahrsbalz zur eigentlichen Paarung. Die Fortpflanzungszeit beginnt in den südlicheren Regionen des Verbreitungsgebiets in der ersten Märzwoche und zwei Wochen später in den nördlicheren Bereichen des Verbreitungsgebiets. Der Höhepunkt der Partnerwerbung fällt meist mit dem Ende der Schneeschmelze zusammen.

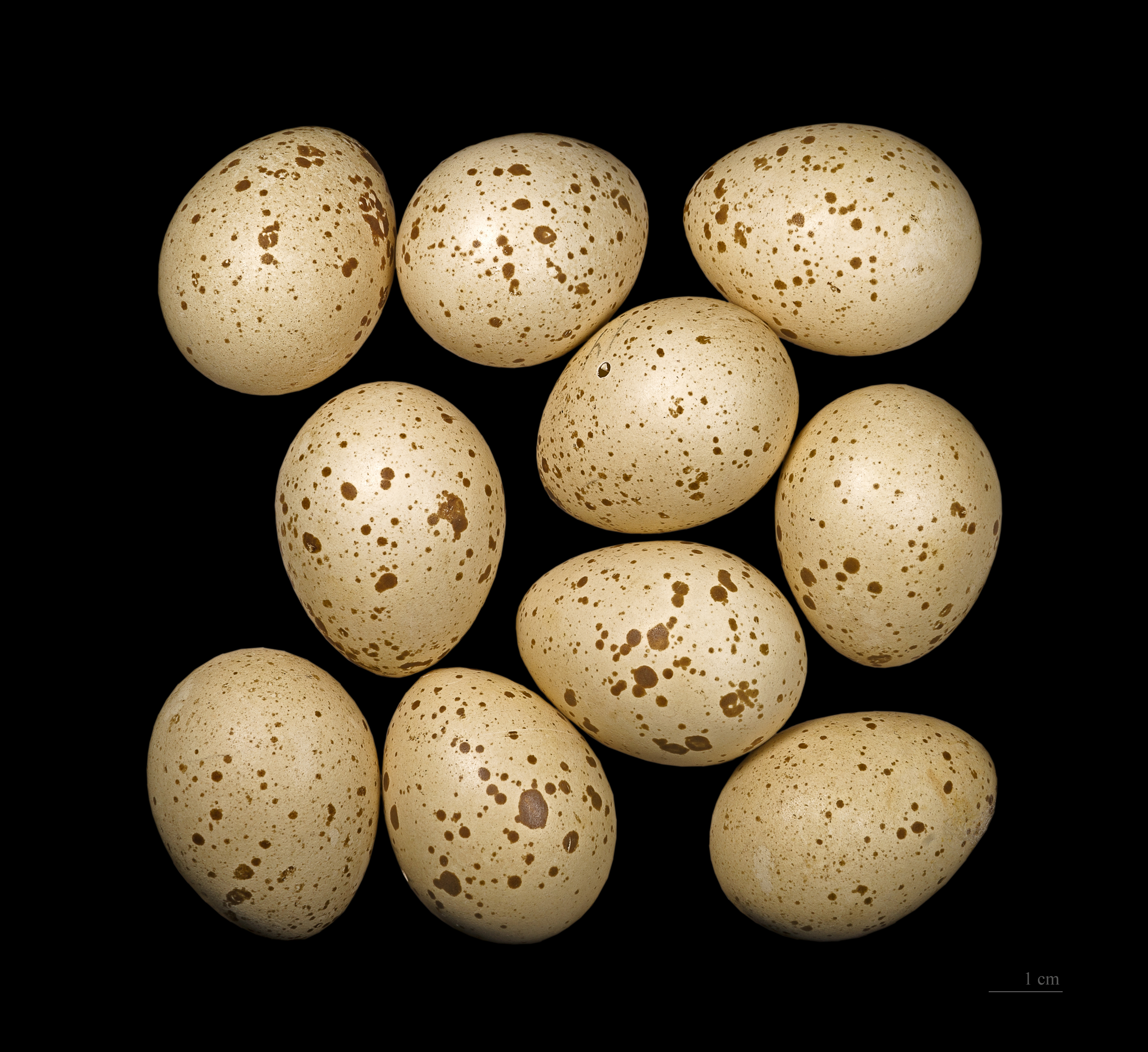
Eier des Haselhuhns

Das Haselhuhn ist ein Bodenbrüter. Das Nest ist eine flache, vom Weibchen ausgeschiffte Mulde, die dürftig mit frischen oder trockenen Pflanzenteilen ausgelegt ist. Nester haben einen Durchmesser von ca. 20 Zentimetern, die Nistmulde ist vier bis fünf Zentimeter tief. Die Nester liegen sehr gut versteckt, z. B. unter Steinen oder Felsen, am Fuße eines Baumes oder unter umgestürzten Bäumen. So sind sie gut vor Räubern, aber auch Regen und Schnee geschützt. Im Nest werden innerhalb von 10–14 Tagen 5–10 Eier abgelegt. Die Eier sind spindelförmig mit einer glatten und glänzenden Oberfläche. Die gelblich-beigen Eier weisen zumeist eine Zeichnung von feinen rötlich-braunen Tupfen, Punkten und einigen größeren Klecksen auf. Der Legeabstand ist abhängig vom Alter des Weibchens und seiner körperlichen Verfassung. Die Eier wiegen durchschnittlich 17,2 Gramm. Die Brut beginnt, sobald das Gelege vollständig ist. Es brütet nur das Weibchen, das Männchen hält sich aber bis zum Schlupf der Jungen in Nestnähe auf.
Nach einer Brutdauer von 21 bis 27 Tagen schlüpfen die Küken. Die Brutdauer ist von der jeweiligen Wetterlage beeinflusst, weil diese bedingt, wie intensiv das Weibchen brütet. Die Brutzeit ist umso kürzer, je ausdauernder das Weibchen vor allem in den ersten Tagen brütet. Der Schlupf aller Küken eines Geleges erfolgt innerhalb von etwa acht Stunden. Sind alle Küken geschlüpft, führt das Weibchen die Brut vom Nest weg. Sie halten sich in den ersten Tagen auf kleinen, von der Sonne beschienenen Waldlichtungen auf. Während der ersten Lebenstage werden die Küken vom Weibchen alle fünf bis sechs Minuten kurz gehudert. Als Nestflüchter sind die jungen Küken schon kurz nach dem Schlüpfen aktiv und erkunden ihre nähere Umgebung. Schon bald bewegen sie sich geschickt und wendig in der Umgebung und gehen auf Nahrungssuche nach Insekten. Sie können schon nach wenigen Lebenstagen flatternd fliegen. Ab der zweiten Lebenswoche ändert sich ihre wendige und schnelle Fortbewegung in ein langsames, bedächtiges Schreiten. Jetzt haben sie ihren Speisezettel fast vollständig von tierischer auf pflanzliche Nahrung umgestellt. Ab der dritten Lebenswoche baumen Jungvögel wie die erwachsenen Vögel zum Ruhen auf.
Die Henne führt den Sommer über ihre Küken an gute Nahrungsplätze. Am Anfang sind das Wald- und Wiesenränder mit relativ niedriger Bodenvegetation. Später findet die Familie ihr Futter in Heidelbeerbeständen, Himbeergebüschen und ähnlichem. Im Herbst, wenn die Familie auseinandergeht, stehen Vogelbeeren, Kätzchen und Knospen auf dem Speiseplan. Zudem werden Raupen aus dem Totholz von Kiefern gescharrt. Etwa in einem Alter von drei Monaten sind die Jungvögel so groß und so schwer wie die Altvögel.

## Überwinterung

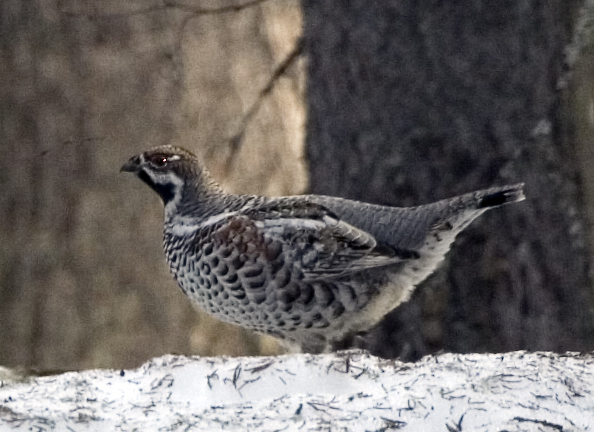
Haselhahn

Während des Winterhalbjahres verbringen die Vögel in schneereichen Regionen den größten Teil des Tages in Schneekammern. In der Oblast Leningrad verlassen Haselhühner bei einer Umgebungstemperatur von −10 °C bis −20 °C ihre Schneekammern entweder nur einmal während der Tageszeit für einen Zeitraum von 1,5 bis vier Stunden oder für zwei Stunden am Morgen und 30 bis 40 Minuten kurz vor Sonnenaufgang. Den übrigen Teil des Tages verbringen sie entweder in einer Schneekammer oder bei sonnigem Wetter in einer Schneemulde. 18 bis 21 Stunden des Tages ruhen sie. Bei wärmerem Winterwetter verbringen sie mehr Zeit mit der Nahrungssuche, ruhen zwischen solchen Phasen aber immer wieder für 40 bis 70 Minuten. In nördlicheren Regionen des Verbreitungsgebietes verlassen sie bei einer Umgebungstemperatur von −40 °C am Morgen und Abend jeweils für 30 bis 40 Minuten die Schneekammern. Es gibt Hinweise darauf, dass die Vögel bei noch ungünstigeren Wetterbedingungen ohne Nahrungsaufnahme bis zu zwei Tage in ihrer Schneekammer verbleiben.

## Natürliche Todesursachen
Haselhühner können zur Beute aller ausreichend großen Raubtiere werden, die in ihrem Verbreitungsgebiet vorkommen. Zu typischen Fressfeinden zählen Habicht, Sperber, Rotfuchs, Vielfraß, Baummarder, Zobel und Hermelin. Als wesentliche Fressfeinde gelten jedoch die Marderartigen.
Widrige Wetterbedingungen haben großen Einfluss auf den Bestand an Haselhühnern. Während der Schlupfphase und in den ersten Lebenstagen der Küken können längere Kälteeinbrüche mit Regen zu einem völligen Verlust der Brut führen. Ungünstig wirken sich auch Winter mit niedrigen Temperaturen aus, wenn eine genügend dicke Schneedecke fehlt, unter der Haselhühner Schutz suchen können. Ebenfalls von negativer Wirkung sind Winter mit häufig wechselndem Frost und Tauwetter.

## Bestand
Der europäische Bestand beträgt 2,5 bis 3,1 Millionen Brutpaare. Der Verbreitungsschwerpunkt ist Russland, wo zwischen 1,9 und 2,2 Mio. Brutpaare vorkommen, Finnland, wo es zwischen 300.000 und 500.000 Brutpaare gibt, und Schweden mit 80.000 bis 120.000 Brutpaaren. In Mitteleuropa gibt es derzeit 53.000 bis 83.000 Brutpaare. Die wichtigsten mitteleuropäischen Populationen gibt es in Polen, der Slowakei und den Alpen Österreichs und der Schweiz. In der Roten Liste der Brutvögel Deutschlands von 2020 wird die Art in der Kategorie 2 als stark gefährdet geführt.
Durch Umwandlung von Laub- und Mischwäldern in Fichtenmonkulturen, Aufgabe der Niederwaldbewirtschaftung und Intensivierung der Waldnutzung war das Haselhuhn in den Tieflagen Deutschlands und in großen Teilen Europas bis 1920 ausgestorben. Nach 1920 setzte eine drastische Bestandsabnahme auch in Mittelgebirgen und subalpinen Gebieten Europas ein. Restpopulationen sind total isoliert. Nur in wenigen Gebieten Europas stabile oder sogar zunehmende Bestände. Allgemein halten die Bestandsrückgänge an. Auswilderungen in Deutschland begannen ab 1992 z. B. in Niedersachsen und Thüringen mit scheinbar nur vorübergehendem Erfolg.

## Systematik

### Gattung
Das Haselhuhn wird gelegentlich gemeinsam mit dem Schwarzbrust-Haselhuhn zum Kragenhuhn in die Gattung Bonasus gestellt. Die beiden Altwelt-Arten Haselhuhn und Schwarzbrust-Haselhuhn weisen zwar morphologisch Ähnlichkeiten mit dem Kragenhuhn auf, ihnen fehlt aber das auffällige Balzverhalten, und sie sind anders als das Kragenhuhn monogam. Sie werden deswegen heute üblicherweise in eine eigene Gattung Haselhühner (Tetrastes) gestellt.

### Unterarten

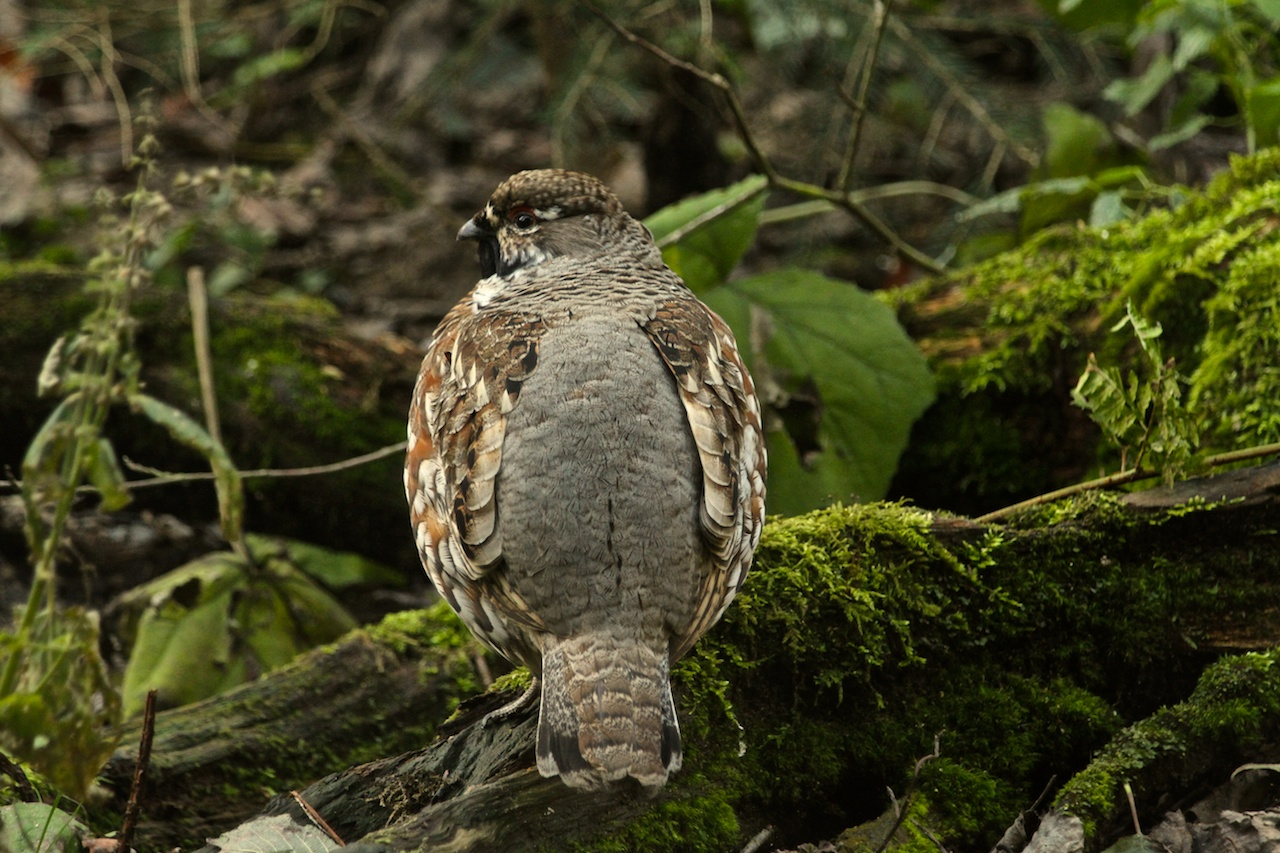
Haselhuhn, Bayerischer Wald

Innerhalb des großen Verbreitungsgebiets haben sich mehrere Unterarten entwickelt, die sich vor allem durch ihre Gefiederfärbung unterscheiden:
- Tetrastes bonasia bonasia (Linnaeus, 1758): Die Nominatform kommt in Skandinavien, in Estland und dem Nordwesten des europäischen Teils Russlands vor.
- Tetrastes bonasia rhenana (Kleinschmidt, 1917): Südosten Belgiens, Luxemburg und der südwestliche Teil Deutschlands (u. a. Schwarzwald)
- Tetrastes bonasia rupestris (Brehn, 1831): Vom Süden des Schwarzwalds bis Tschechien
- Tetrastes bonasia styriaca (Jordans & Schiebel, 1944): Alpengebiet in Höhenlagen zwischen 600 und 1900 Metern und in den Karpaten zwischen 600 und 2950 Metern.[19]
- Tetrastes bonasia schiebeli (Kleinschmidt, 1944): Berggebiete der Balkanhalbinsel inkl. des Westens Bulgariens und des Nordens Griechenlands. Sie besiedeln vornehmlich Bergwälder zwischen 1200 und 1700 Höhenmetern.
- Tetrastes bonasia volgensis (Buturlin, 1916): Oberes Wolgatal
- Tetrastes bonasia septentrionalis (Seebohm, 1884): Das Sibirische Haselhuhn ist die Unterart mit dem größten Verbreitungsgebiet. Es erstreckt sich vom Petschora und Ural bis zur Lena. Im Altaigebirge haben Haselhühner eine Höhenverbreitung bis zu 1600 Metern.[19]
- Tetrastes bonasia kolymensis (Buturlin, 1916): Osthänge des Werchojansker Gebirges bis zum Fluss Kolyma
- Tetrastes bonasia yamashinai (Momiyama, 1928): Sachalin-Halbinsel
- Tetrastes bonasia amurensis (Riley, 1916): Amurgebiet
- Tetrastes bonasia vicinitas (Riley, 1915): Hokkaidō

## Haselhuhn und Mensch
Das Haselhuhn war in Eurasien über lange Zeit eine der am meisten gejagten Vogelarten. Auf Grund der geschmacklichen Qualität des Fleisches wurden Haselhühner in Russland nicht nur auf lokalen Märkten verkauft, sondern auch exportiert. Gegen Ende des 19. Jahrhunderts erlegten Berufsjäger nicht weniger als drei Millionen Haselhühner jährlich. Diese intensive Bejagung gilt als Grund, dass das Haselhuhn in Teilen seines russischen Verbreitungsgebietes verschwand. In Regionen, in denen noch eine Restpopulation bestand und die Jagd eingestellt wurde, erholten sich die Bestände innerhalb von zwei bis drei Jahren.
Die Jagd auf das Haselhuhn erfolgte mit Schlingen, die Vögel wurden mit Hilfe einer Pfeife angelockt. Mit Gewehren wurde das Haselhuhn erst im Verlauf des 20. Jahrhunderts bejagt. In Russland nahm die professionelle Jagd auf das Haselhuhn um die Mitte des 20. Jahrhunderts ab und wurde in der zweiten Hälfte des 20. Jahrhunderts fast vollständig eingestellt. Sie erfolgt heute nur noch durch Hobbyjäger, aufgrund der geringen Größe ist für die meisten Jäger die Bejagung dieses Federwilds jedoch uninteressant. In den abgelegeneren Regionen Russlands, der Mongolei und Chinas wird das Haselhuhn noch mit Hilfe von Schlingen bejagt, häufig sind es Kinder, die diese Form der Jagd praktizieren. In den meisten Regionen, in denen die Jagd noch erlaubt ist, ist die Jagdzeit auf wenige Wochen im Herbst begrenzt.
Haselhühner sind durch ihre sehr versteckte Lebensweise nur sehr schwer nachzuweisen. Vermeintliche Sichtbeobachtungen beruhen häufig auf Verwechselungen. Aufgrund der heimlichen Lebensweise ist nur die systematische Suche nach Losung (Kot), Federn und Fußspuren erfolgversprechend. Die Erkennung von Losung, Federn und Fußspuren ist für Laien sehr schwierig. Auch das Locken mit der Haselhuhnpfeife bedarf ausreichender Erfahrung. Neuerdings werden auch Spürhunde für die Haselhuhnsuche eingesetzt.